# Large Eddy Simulation

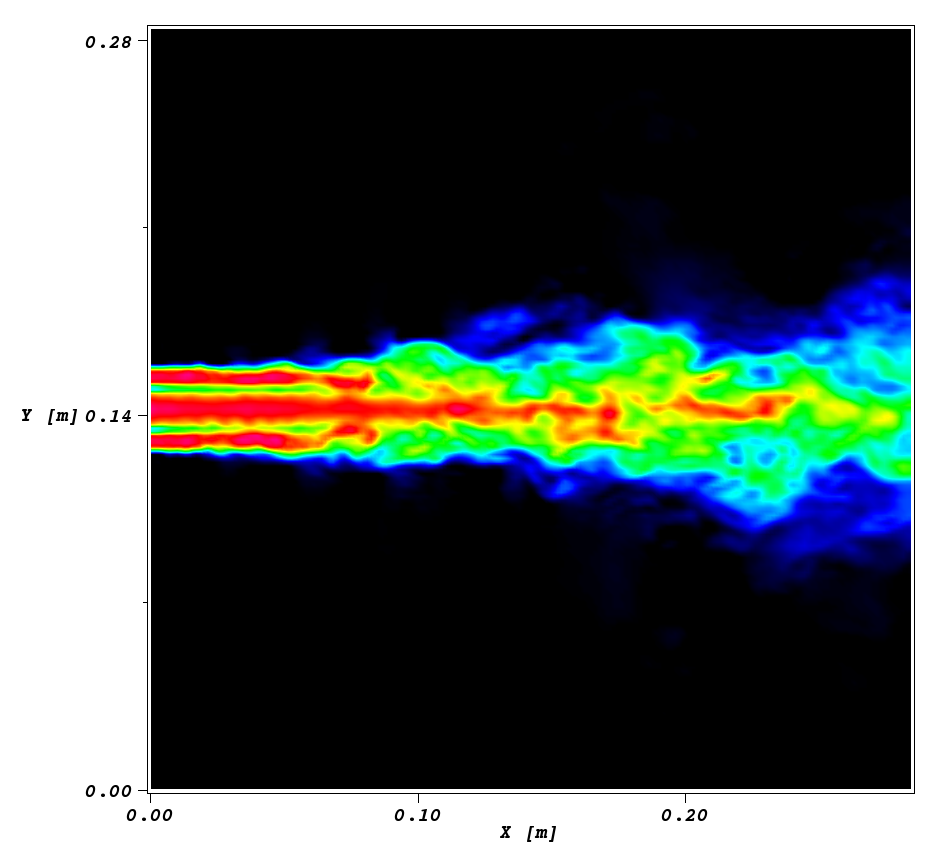
Large Eddy Simulation des turbulenten Geschwindigkeitfeldes eines Gases.

Die Large Eddy Simulation (LES, im deutschen auch Grobstruktursimulation genannt) ist ein Verfahren zur numerischen Berechnung von turbulenten Strömungen, also solcher mit großen Reynolds-Zahlen.
Dazu werden die Navier-Stokes-Gleichungen örtlich und zeitlich mit einem Tiefpass gefiltert. So lassen sich die großen Wirbelstrukturen (d. h. die large eddies) direkt berechnen, die kleinen Strukturen werden über ein Feinstrukturmodell abgebildet.
Somit liegt die Aussagekraft und Rechenzeit zwischen der direkten numerischen Simulation (DNS; alle Strömungseigenschaften werden berechnet, die benötigte Rechenzeit ist aber für die normale Anwendung zu hoch) und der Lösung der RANS-Gleichungen (Reynolds-Averaged- Navier-Stokes; es wird nur ein zeitlicher Mittelwert berechnet, dafür ist die Rechenzeit deutlich geringer als bei der Grobstruktursimulation oder gar der direkten numerischen Simulation). Bei der Implementierung in numerischen Berechnungsprogrammen ist zu beachten, dass die LES, RANS und DNS jeweils unterschiedliche Anforderungen an die Genauigkeit der zu verwendenden Approximationschemata und -Ordnung stellen.
Erfunden wurde die Large Eddy Simulation ursprünglich von Meteorologen, die schon immer Strömungen mit sehr großen Reynolds-Zahlen berechnen mussten.